# أجهزة سمعية
الجهاز السمعي (بالإنجليزية: Audio equipment)‏ هو أي أداة تصمم خصيصا لنسخ الصوت أو لتسجيله أو لسماعه. حيث تشمل المصدح (الميكروفون)، والمذياع، ومشغل السيدي، آلة التسجيل، مكبر الصوت، طاولة مزج الأصوات، المضخم.